# تپه کانی شریف
تپه کانی شریف مربوط به دوران پیش از تاریخ ایران باستان تا دوران‌های تاریخی پس از اسلام است و در شهرستان جوانرود، بخش مرکزی شهرستان روانسر، روستای کانی‌شریف واقع شده و این اثر در تاریخ ۲۳ شهریور ۱۳۸۲ با شمارهٔ ثبت ۱۰۱۲۷ به‌عنوان یکی از آثار ملی ایران به ثبت رسیده است.